# Giro d'Italia 1986
Il Giro d'Italia 1986, sessantanovesima edizione della "Corsa Rosa", si svolse in ventidue tappe precedute un cronoprologo iniziale dal 12 maggio al 2 giugno 1986, per un percorso totale di 3 858,6 km. Fu vinto da Roberto Visentini.
Visentini, all'apice della carriera, si aggiudicò il Giro mostrandosi superiore sia a cronometro sia in salita. Un redivivo Saronni combatté con energia, cedendo la maglia rosa solo nella tappa di Foppolo. Cinque successi di tappa per Bontempi, velocista del momento.
Durante la prima tappa, da Palermo a Sciacca, il ventiduenne ciclista Emilio Ravasio, in forza all'Atala-Ofmega, fu vittima di una caduta; si rialzò e concluse la frazione, ma dopo due ore entrò in coma. Trasportato all'ospedale di Palermo, venne operato d'urgenza ma non riprese più conoscenza: morì 16 giorni dopo, il 28 maggio.
Venne trasmesso in TV da Raidue e in radio da Rai Radio1.

## Regolamento

### Maglie e classifiche
il regolamento quell'anno prevedeva 4 maglie: la maglia rosa (come sempre per il migliore in classifica generale), la maglia ciclamino (leader della classifica a punti), la maglia verde (leader della classifica scalatori), e la  maglia bianca (Classifica giovani), oltre alla classifica a squadre.

### Abbuoni
Gli abbuoni assegnati nelle tappe in linea furono di 20, 15, 10, 5 ai primi quattro classificati all'arrivo.

## Tappe
| Tappa  | Data      | Percorso                               | km      | Vincitore di tappa       | Leader cl. generale      |
| ------ | --------- | -------------------------------------- | ------- | ------------------------ | ------------------------ |
| prol.  | 12 maggio | Palermo > Palermo (cron. individuale)  | 1       | Urs Freuler              | Urs Freuler              |
| 1ª     | 12 maggio | Palermo > Sciacca                      | 140     | Sergio Santimaria        | Sergio Santimaria        |
| 2ª     | 13 maggio | Sciacca > Catania                      | 259     | Jean-Paul van Poppel     | Jean-Paul van Poppel     |
| 3ª     | 14 maggio | Catania > Taormina (cron. a squadre)   | 50      | Del Tongo-Colnago        | Giuseppe Saronni         |
| 4ª     | 15 maggio | Villa San Giovanni > Nicotera          | 115     | Gianbattista Baronchelli | Gianbattista Baronchelli |
| 5ª     | 16 maggio | Nicotera > Cosenza                     | 194     | Greg LeMond              | Gianbattista Baronchelli |
| 6ª     | 17 maggio | Cosenza > Potenza                      | 251     | Roberto Visentini        | Giuseppe Saronni         |
| 7ª     | 18 maggio | Potenza > Baia Domizia                 | 257     | Guido Bontempi           | Giuseppe Saronni         |
| 8ª     | 19 maggio | Cellole > Avezzano                     | 160     | Franco Chioccioli        | Giuseppe Saronni         |
| 9ª     | 20 maggio | Avezzano > Rieti                       | 172     | Acácio da Silva          | Giuseppe Saronni         |
| 10ª    | 21 maggio | Rieti > Pesaro                         | 238     | Guido Bontempi           | Giuseppe Saronni         |
| 11ª    | 22 maggio | Pesaro > Castiglione del Lago          | 207     | Guido Bontempi           | Giuseppe Saronni         |
| 12ª    | 23 maggio | Sinalunga > Siena (cron. individuale)  | 46      | Lech Piasecki            | Giuseppe Saronni         |
| 13ª    | 24 maggio | Siena > Sarzana                        | 175     | Jean-Paul van Poppel     | Giuseppe Saronni         |
| 14ª    | 25 maggio | Savona > Sauze d'Oulx                  | 236     | Martin Earley            | Giuseppe Saronni         |
| 15ª    | 26 maggio | Sauze d'Oulx > Erba                    | 260     | Dag Erik Pedersen        | Giuseppe Saronni         |
| 16ª    | 27 maggio | Erba > Foppolo                         | 143     | Pedro Muñoz              | Roberto Visentini        |
| 17ª    | 28 maggio | Foppolo > Piacenza                     | 186     | Guido Bontempi           | Roberto Visentini        |
| 18ª    | 29 maggio | Piacenza > Cremona (cron. individuale) | 36      | Francesco Moser          | Roberto Visentini        |
| 19ª    | 30 maggio | Cremona > Peio                         | 211     | Johan van der Velde      | Roberto Visentini        |
| 20ª    | 31 maggio | Peio > Bassano del Grappa              | 179     | Guido Bontempi           | Roberto Visentini        |
| 21ª    | 1º giugno | Bassano del Grappa > Bolzano           | 234     | Acácio da Silva          | Roberto Visentini        |
| 22ª    | 2 giugno  | Merano > Merano                        | 108,6   | Eric Van Lancker         | Roberto Visentini        |
| Totale | Totale    | Totale                                 | 3 858,6 |                          |                          |

## Squadre e corridori partecipanti
| N.    | Cod. | Squadra                        |
| ----- | ---- | ------------------------------ |
| 1-9   | ATA  | Atala-Ofmega                   |
| 11-19 | ECO  | Bruciatori Ecoflam-Jollyscarpe |
| 21-29 | CAR  | Carrera-Vagabond               |
| 31-39 | ARI  | Ceramiche Ariostea-Gres        |
| 41-49 | DEL  | Del Tongo-Colnago              |
| 51-59 | DRO  | Dromedario-Laminox-Fibok       |
| 61-69 | FAG  | Fagor                          |
| 71-79 | CIL  | Gemeaz Cusin-Cilo-Aufina       |
| 81-89 | GIS  | Gis Gelati-Oece                |
| 91-99 | LVC  | La Vie Claire-Wonder-Radar     |

| N.      | Cod. | Squadra                         |
| ------- | ---- | ------------------------------- |
| 101-109 | MAG  | Magniflex-Centroscarpa          |
| 111-119 | MAL  | Malvor-Bottecchia-Vaporella     |
| 121-129 | MUR  | Murella-Fanini                  |
| 131-139 | PAN  | Panasonic                       |
| 141-149 | SAM  | Sammontana-Bianchi              |
| 151-159 | SAN  | Santini-Cierre-Conti            |
| 161-169 | SKA  | Skala-Skil                      |
| 171-179 | BRI  | Supermercati Brianzoli-Essebi   |
| 181-189 | VIN  | Vini Ricordi-Pinarello-Sidermec |

## Classifiche finali

### Classifica generale - Maglia rosa
| Pos. | Corridore         | Squadra       | Tempo      |
| ---- | ----------------- | ------------- | ---------- |
| 1    | Roberto Visentini | Carrera       | 102h33'55" |
| 2    | Giuseppe Saronni  | Del Tongo     | a 1'02"    |
| 3    | Francesco Moser   | Brianzoli     | a 2'14"    |
| 4    | Greg LeMond       | La Vie Claire | a 2'26"    |
| 5    | Claudio Corti     | Brianzoli     | a 4'49"    |
| 6    | Franco Chioccioli | Ecoflam       | a 6'58"    |
| 7    | Acácio da Silva   | Malvor        | a 7'12"    |
| 8    | Marco Giovannetti | Gis Gelati    | a 8'03"    |
| 9    | Niki Rüttimann    | La Vie Claire | a 9'15"    |
| 10   | Pedro Muñoz       | Fagor         | a 11'52"   |

### Classifica a punti - Maglia ciclamino
| Pos. | Corridore           | Squadra    | Punti |
| ---- | ------------------- | ---------- | ----- |
| 1    | Guido Bontempi      | Carrera    | 167   |
| 2    | Johan van der Velde | Panasonic  | 148   |
| 3    | Paolo Rosola        | Sammontana | 115   |
| 4    | Stefano Allocchio   | Malvor     | 112   |
| 5    | Stefano Colagè      | Dromedario | 110   |

### Classifica scalatori - Maglia verde
| Pos. | Corridore         | Squadra      | Punti |
| ---- | ----------------- | ------------ | ----- |
| 1    | Pedro Muñoz       | Fagor        | 54    |
| 2    | Gianni Bugno      | Atala-Ofmega | 35    |
| 3    | Stefano Giuliani  | Brianzoli    | 32    |
| 4    | Roberto Visentini | Carrera      | 26    |
| 5    | Renato Piccolo    | Malvor       | 19    |
| 5    | Martin Earley     | Fagor        | 19    |

### Classifica giovani - Maglia bianca
| Pos. | Corridore         | Squadra    | Tempo      |
| ---- | ----------------- | ---------- | ---------- |
| 1    | Marco Giovannetti | Gis Gelati | 102h41'58" |
| 2    | Stefano Colagè    | Dromedario | a 7'58"    |
| 3    | Primož Čerin      | Malvor     | a 18'31"   |
| 4    | Bruno Bulić       | Magniflex  | a 35'32"   |
| 5    | Maurizio Conti    | Santini    | a 41'52"   |

### Classifica a squadre
| Pos. | Squadra                | Punti      |
| ---- | ---------------------- | ---------- |
| 1    | Supermercati Brianzoli | 305h33'43" |
| 2    | Carrera                | a 22'47"   |
| 3    | La Vie Claire          | a 24'06"   |
| 4    | Malvor-Bottecchia      | a 29'41"   |
| 5    | Del Tongo-Colnago      | a 36'38"   |